# Баїндт
Байндт (нім. Baindt) — громада в Німеччині, знаходиться в землі Баден-Вюртемберг. Підпорядковується адміністративному округу Тюбінген. Входить до складу району Равенсбург.
Площа — 23,07 км2. Населення становить 5261 ос. (станом на 31 грудня 2020).